# V579 Возничего
V579 Возничего (лат. V579 Aurigae) — двойная затменная переменная звезда типа Алголя (EA) в созвездии Возничего на расстоянии приблизительно 5918 световых лет (около 1815 парсеков) от Солнца. Видимая звёздная величина звезды — от +15m до +13,97m. Орбитальный период — около 2,0338 суток.

## Характеристики
Первый компонент — жёлтая звезда спектрального класса G. Радиус — около 2,9 солнечных, светимость — около 5,977 солнечных. Эффективная температура — около 5301 К.